# Costanzo Gallo
Flavio Claudio Giulio Costanzo Gallo, meglio noto come Costanzo Gallo (latino: Flavius Claudius Iulius Constantius Gallus; Massa Veternensis, 325 o 326 – Pola, 354), è stato un politico romano, membro della dinastia costantiniana, Cesare d'Oriente dal 351 alla sua morte e tre volte console, dal 352 al 354.
A causa del suo governo giudicato fallimentare e odioso, l'imperatore Costanzo II, suo cugino e cognato, ne ordinò l'arresto e l'esecuzione.

## Biografia

### Gioventù
Nato nel 325 o 326 a Massa Veternensis, in Etruria (attuale Massa Marittima, in provincia di Grosseto), Gallo era figlio di Giulio Costanzo, a sua volta figlio dell'imperatore dell'epoca tetrarchica Costanzo Cloro e di Teodora e pertanto fratellastro dell'imperatore Costantino I. È noto che avesse una sorella, dal nome sconosciuto e prima moglie di Costanzo II (335), un fratello, morto nelle purghe del 337, e un fratellastro, il futuro imperatore Giuliano, nato da un secondo matrimonio del padre.
Nel maggio 337, alla morte di Costantino I, l'impero passò nelle mani dei tre figli dell'imperatore (Costantino II, Costanzo II e Costante I) e di un loro cugino (Flavio Dalmazio). Durante l'estate si verificò un eccidio dei membri maschili della famiglia imperiale che potevano reclamare qualche diritto di successione: l'eccidio fu voluto e messo in atto dall'esercito, ma non venne ostacolato dai tre figli di Costantino, che furono gli unici a salvarsi oltre a Gallo e a Giuliano, all'epoca molto giovani. La ragione per la quale Gallo si salvò potrebbe essere legata al fatto che all'epoca soffriva di una malattia ritenuta mortale, ma è anche verosimile che Costanzo abbia interceduto in favore della vita del proprio cognato.
La ricostruzione della giovinezza di Gallo maggiormente condivisa dagli studiosi moderni è quella che lo vuole cresciuto assieme al fratellastro Giuliano: prima a Nicomedia, sotto la tutela di Eusebio di Nicomedia (parente di Giuliano e vescovo di Nicomedia); poi a Costantinopoli, nel 340, a seguito della nomina di Eusebio a vescovo della capitale; infine dal 341, anno della morte di Eusebio, nella residenza imperiale di Macellum, in Cappadocia, per ordine di Costanzo II. Altre testimonianze suggeriscono che Gallo, prima di trasferirsi a Macellum, abbia studiato a Efeso, dove avrebbe ereditato dei possedimenti; Giuliano afferma che Gallo fu richiamato a Macellum dal suo esilio a Tralle. Sia Sozomeno che Gregorio Nazianzeno concordano che i due fratelli ricevettero un'educazione adeguata al loro rango, mostrando interesse per la religione cristiana; viene riportato un episodio in cui i due fratelli gareggiarono nella costruzione di un tempio per San Mamante martire: la parte costruita da Giuliano sarebbe poi crollata in occasione di un terremoto, mentre quella edificata da Gallo sarebbe rimasta in piedi. Giuliano racconta di come Gallo soffrisse la permanenza forzata a Macellum, dove era loro proibito frequentare giovani nati liberi della loro stessa età, fino a divenire talvolta violento. I due ricevettero probabilmente la visita del cugino Costanzo nel 347, mentre l'imperatore si recava da Ancira a Hierapolis Bambyce.

### Cesare

#### Elezione e matrimonio

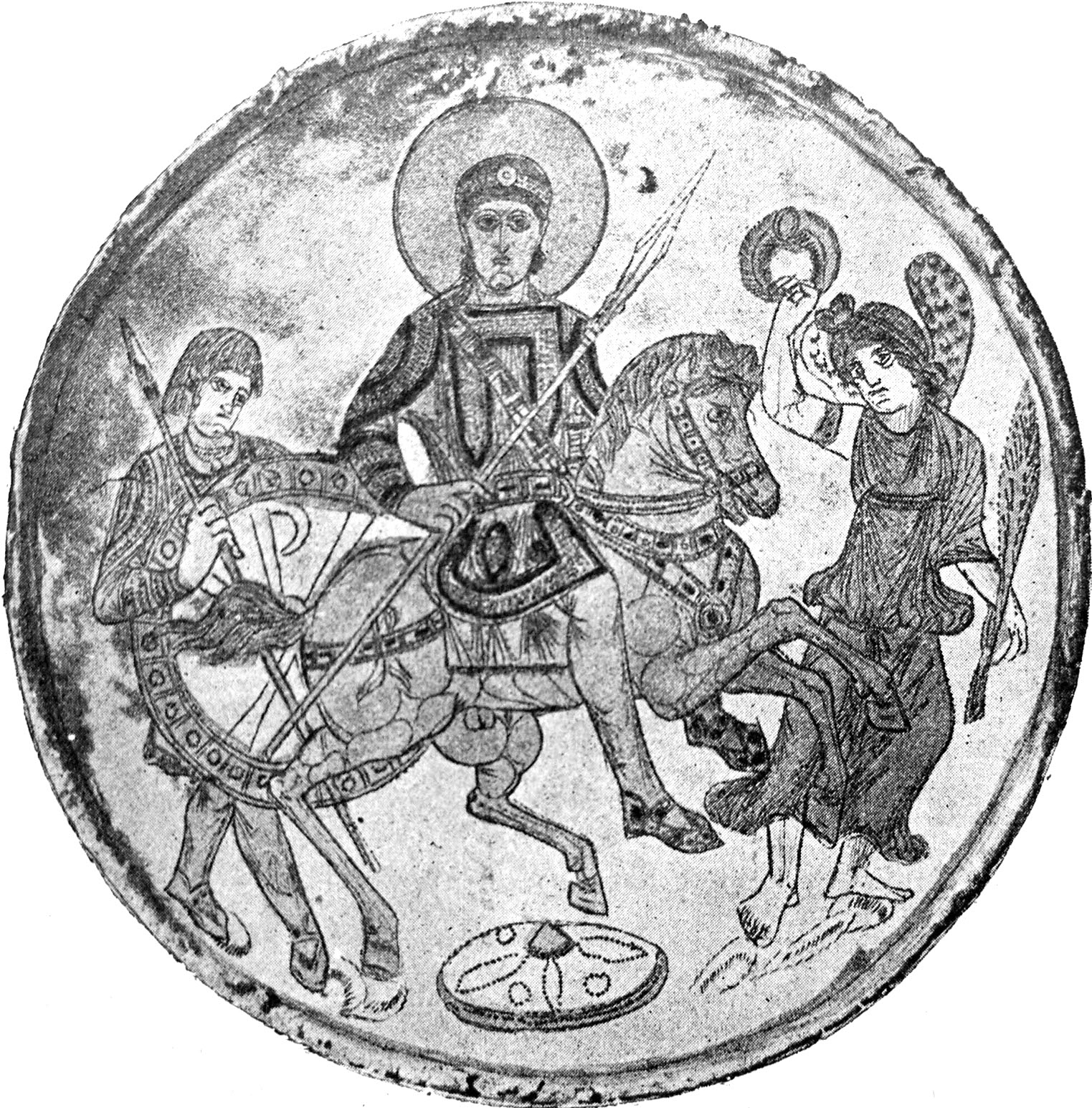
Il Missorium di Kerch, raffigurante Costanzo II

Il 18 gennaio 350 le truppe romane di stanza in Gallia acclamarono il generale Magnenzio imperatore. Per neutralizzare l'usurpatore, che aveva ucciso l'augusto d'Occidente Costante I, Costanzo II decise di organizzare una campagna militare nell'ovest. Volendo garantire la presenza di un rappresentante imperiale in Oriente, e non avendo un erede, Costanzo scelse di elevare il cugino Gallo al rango di cesare (vice-imperatore) per l'Oriente. Gallo andò a Sirmio, forse con Giuliano, per sottoporsi alla cerimonia di elevazione, che avvenne il 15 marzo 351: per rafforzare i legami tra i due cugini, Gallo ricevette il nome di Costanzo, fu nominato console assieme a Costanzo II per gli anni 352, 353 e 354, e sposò Costantina, sorella dell'imperatore.
Costantina era la sorella maggiore di Costanzo II, ed era di qualche anno più vecchia di Gallo. Era stata elevata al rango di augusta dal padre Costantino I ed era stata da questi data in moglie al cugino Annibaliano, «Re dei re e delle genti pontiche» e anch'egli vittima della purga del 337. Sebbene alcune fonti sostengano che il matrimonio avesse lo scopo di garantire la lealtà di Gallo, è possibile che fosse pure uno strumento per controllare Costantina. La figlia di Costantino, infatti, era stata al potere come moglie di Annibaliano, aveva organizzato la resistenza di Vetranione contro Magnenzio, e gli ambasciatori di quest'ultimo ne avevano chiesto la mano a Costanzo. Il matrimonio, quindi, avvantaggiò Costanzo, in quanto allontanava Costantina dalla corte e quindi dal centro del potere, ma anche la donna stessa, che si ritrovò in un ruolo che le permise di controllare il giovane cesare. Ad ogni modo il matrimonio, forse suggerito da Costantina stessa, produsse una bambina, di nome e destino ignoti.

#### Sollevazione degli Ebrei

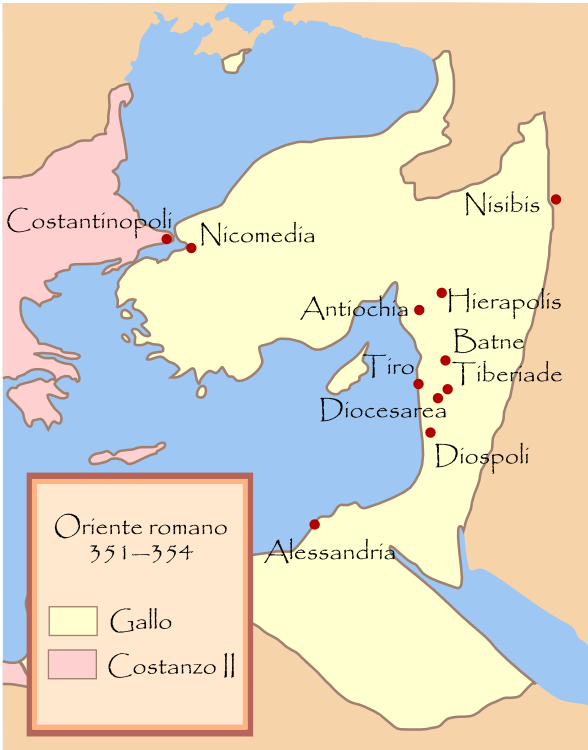
Mappa dell'Oriente romano sotto Costanzo Gallo

Secondo alcune fonti, i rapporti tra Costanzo II e Gallo non furono buoni sin dal primo momento. Teofilo indiano, un missionario ariano di origine indiana e ben visto da entrambi, fece da mediatore tra i due cognati, convincendoli a stringere un patto di non aggressione e aiutandoli attivamente a rispettarlo. Costanzo nominò personalmente i ministri di Gallo, tra cui il prefetto del pretorio (Tallasio) e il quaestor sacri palatii (Monzio Magno), impedendo a Gallo di scegliere uomini di propria fiducia. Durante il viaggio da Sirmio ad Antiochia (la sua capitale), Gallo passò dal fratello Giuliano a Nicomedia, e forse in questa occasione invitò il fratellastro a comparire con lui a teatro, un atto che insospettì Costanzo.
Gallo arrivò ad Antiochia il 7 maggio 351: secondo alcune fonti, l'entrata in città fu caratterizzata dalla comparsa di una croce nel cielo. Fu probabilmente all'inizio del suo governo che Gallo ordinò di traslare le reliquie del martire cristiano Babila nel recinto di Apollo a Dafne; In seguito Giuliano ebbe a dire che tale dissacrazione del tempio di Apollo causò la morte del fratello.
Durante il periodo tra il passaggio di Costanzo II in Occidente e l'arrivo di Gallo in Oriente, oppure immediatamente dopo l'arrivo del Cesare ad Antiochia, avvenne la sollevazione degli Ebrei in Palestina. La ribellione, che ebbe il suo epicentro nella città di Diocesarea, iniziò con l'assalto notturno alla guarnigione romana, che venne distrutta, e che permise agli Ebrei di procurarsi le armi necessarie; in seguito uccisero gli abitanti di etnia diversa, come gli Elleni e i Samaritani. Gallo inviò (351 o 352) il suo magister equitum Ursicino a sedare la rivolta nel sangue: ordinò che venissero uccisi molte migliaia di rivoltosi, anche quelli tanto giovani da non essere un pericolo, e che le città ribelli di Diocesarea, Tiberiade e Diospoli fossero distrutte. Non è da escludere che il successo in Palestina abbia indotto Gallo a considerare le possibilità di riuscita di un complotto contro Costanzo.
L'arrivo di Gallo ad Antiochia fu probabilmente il periodo in cui avvenne un tentativo di assassinio del nuovo Cesare. Ammiano Marcellino riferisce che una donna ottenne udienza da Gallo e gli rivelò un complotto di alcuni soldati contro di lui; Costantina, felice come se la vita del marito fosse ora al sicuro, ricompensò la donna e la mise su un carro mandandola per le vie della città, contando che l'esempio spronasse altri delatori. Probabilmente allo stesso episodio si riferisce Giovanni Zonara quando, dopo aver parlato della battaglia di Mursa Maggiore (28 settembre 351) afferma che Magnenzio organizzò un attentato contro Gallo per distogliere l'attenzione di Costanzo II dall'Occidente: gli assassini alloggiarono nella capanna di una vecchia ma, essendosi ubriacati durante la cena, le rivelarono i piani, pensando che la donna fosse innocua; la vecchia, invece, riferì il piano a Gallo, che mandò i suoi uomini ad arrestare i cospiratori e li mise a morte. La versione di Ammiano sembra basarsi sulla conoscenza popolare derivata dalla parata della informatrice sulle strade di Antiochia; la versione di Zonara potrebbe mostrare la disponibilità di fonti più informate, o, più probabilmente, una rielaborazione letteraria della materia storica.

#### Ostilità contro i Persiani
I primi anni del governo di Gallo furono caratterizzati dalla mancanza di scontri con i Sasanidi; sebbene alcune fonti riferiscano di vittorie di Gallo contro i tradizionali nemici dell'impero, è plausibile che il periodo di pace non sia dipeso dalle capacità militari del cesare.
Dopo la firma di una pace nel 350 e il conseguente abbandono di Nisibis, il re sasanide Sapore II fu infatti impegnato a respingere gli attacchi delle tribù nomadi nelle regioni orientali del suo regno. Né Gallo è da connettere in alcun modo agli scontri che potrebbero essersi verificati nel 352 e 353, in base a quanto riferito da Ammiano Marcellino.
Sempre Ammiano, però, riferisce dell'azione di Gallo nella primavera del 354: il cesare aveva infatti l'intenzione di muoversi con l'esercito da Antiochia a Hierapolis Bambyce, da dove partivano di solito le campagne militari romane contro i Sasanidi; non è noto però se raggiunse mai la città frontaliera e se l'azione fosse l'inizio di una vera campagna o una dimostrazione di forza per tenere a bada i Sasanidi. Di certo si sa di un fallito tentativo di attacco a sorpresa del comandante persiano Nohodare contro la città romana di Batne, in occasione di una fiera che aveva luogo ad inizio settembre.
Nel tardo 354 avvenne un attacco delle popolazioni dell'Isauria contro Seleucia, impegnando il comes Castricio e tre legioni: Gallo inviò a difendere la città una forza comandata dal nuovo comes Orientis, Nebridio, che si mosse da Antiochia e disperse i ribelli.

#### Instaurazione di un regime del terrore

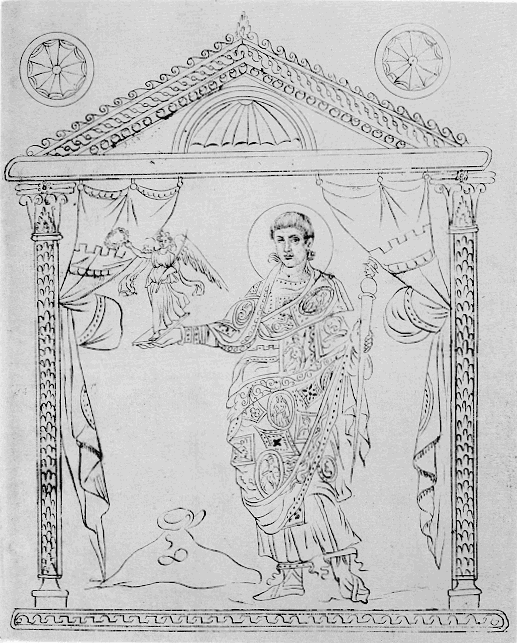
Costanzo Gallo raffigurato nel manoscritto Barberini del Cronografo del 354, un almanacco del 354. Il cesare è raffigurato mentre regge uno scettro e una statua della Vittoria.

L'imperatore fu raggiunto nella sua corte di Milano da voci contro il governo di Gallo, le quali prefiguravano una possibile ribellione ad Antiochia contro il cesare, proprio mentre Costanzo era ancora impegnato nel debellare la minaccia costituita da Magnenzio; l'imperatore da una parte iniziò a richiedere al cugino di recarsi alla corte di Milano, dall'altra ridusse il numero di truppe dell'esercito orientale che facevano capo direttamente al cesare, in modo da ridurne il potere. Intanto, gli uomini che Costanzo aveva piazzato nei posti vitali dell'amministrazione pubblica continuavano a controllare il cesare, creando un ovvio contrasto di poteri.
Nel 353 avvenne un episodio di questo sforzo di Gallo per sanzionare la propria autorità sui funzionari che almeno formalmente erano alle sue dipendenza. In questa occasione Gallo ordinò la condanna a morte di un certo Clemazio di Alessandria d'Egitto: il processo venne demandato al comes Orientis Onorato, ma siccome la suocera di Clemazio aveva versato una somma di denaro a Costantina per farlo condannare, la sentenza era stata già decisa. Onorato eseguì la condanna a morte, però andò poi a rapporto da Tallasio, prefetto del pretorio d'Oriente, che protestò a sua volta per l'ingerenza di Gallo in questioni che non lo riguardavano (il comminare una condanna a morte), sia con Gallo che direttamente con Costanzo.
Gallo entrò in contrasto anche con la classe senatoriale di Antiochia. Si verificò infatti in oriente un sensibile aumento del prezzo del grano, dovuto forse ad una carestia oppure alla necessità di sottrarre grandi quantità di prodotto dal mercato per rifornire le truppe. Gallo prese alcuni fallimentari provvedimenti volti a ridurre il prezzo di questo bene, andando però contro gli interessi della classe senatoria, tra i cui membri c'erano molti produttori. Alcuni membri del concilio cittadino di Antiochia accusarono loro colleghi con i quali erano in contrasto: Gallo ne condannò molti a morte con l'accusa di aver speculato sul prezzo del grano. Questa volta Onorato si rifiutò di eseguire le sentenze e l'intervento di Tallasio fece sì che questi esponenti del concilio cittadino fossero salvati, ribadendo al contempo l'indipendenza del prefetto rispetto al cesare. Successivamente, forse in relazione al suo intervento, Onorato fu sostituito da Nebridio.
Sempre nel 353 Tallasio morì di cause naturali: Costanzo nominò nuovo prefetto Domiziano, conferendogli il compito di controllare Gallo o più semplicemente di rinnovargli l'ordine di presentarsi a corte.
Giunto ad Antiochia con alcune unità della guardia, Domiziano attraversò la città senza fermarsi a salutare Gallo, un atto con cui fece chiaramente capire di non riconoscerlo come proprio superiore; intimò poi al cesare, consegnandogli le lettere di Costanzo, di recarsi immediatamente a Milano alla corte imperiale, minacciandolo di tagliargli i rifornimenti per la corte antiochena. In un rapido susseguirsi di eventi sempre più concitati, Gallo ordinò l'arresto di Domiziano, il quale venne difeso dal quaestor sacrarum largitionum Monzio Magno; entrambi gli uomini furono picchiati e uccisi dai soldati, dietro ordine di Gallo e istigazione del curator urbis Luscus.
Una seconda versione dei fatti vuole Costanzo geloso dei successi di Gallo contro i Sasanidi, Domiziano inviato ad impedire che Gallo celebrasse un trionfo ad Antiochia, Monzio ricevere l'ordine di arrestare l'inviato di Costanzo e rifiutarsi sulla base della limitazione di potere di Gallo e Costantina prendere Monzio dalla sedia e gettarlo ai soldati che l'avrebbero ucciso assieme a Domiziano, con il consenso di Gallo.

#### Processi per tradimento
Prima di morire, Monzio Magno aveva fatto i nomi di Epigono di Cilicia, un filosofo, e di Eusebio di Emesa, un oratore, che furono arrestati e processati. Secondo una testimonianza di Ammiano Marcellino, l'agire di Domiziano e di Monzio potrebbe essere stato legato ad un tentativo di colpo di Stato organizzato ai danni di Gallo: infatti i due arrestati erano tribuni fabricarum e, in quanto responsabili delle fabbriche di armi, avevano dato la loro disponibilità a rifornire di armi una eventuale sommossa contro Gallo.
Fu in questa occasione che Gallo richiamò Ursicino da Nisibis, per presiedere al processo contro Epigono ed Eusebio. Ammiano Marcellino, che era giunto ad Antiochia assieme a Ursicino, testimonia come il suo mentore sottopose a torture i due accusati, per volere diretto di Gallo e Costantina; lo storico li ritiene entrambi innocenti, ma sebbene Eusebio morisse proclamandosi tale, Epigono trovò la sua fine dopo essere stato costretto dalla tortura a confessarsi colpevole. Poiché a Tiro erano state trovate dei paludamenti imperiali confezionati in gran segreto, Ursicino interrogò e torturò anche molti lavoratori dell'officina che aveva colorato le vesti, ma nessuno ammise di aver fatto alcunché di male, sebbene molti morissero.
Successivamente il processo per tradimento trovò altri due protagonisti. Venne infatti scoperto che un certo Apollinare, il quale era genero di Domiziano e responsabile dell'amministrazione del palazzo del governo (agens palati Caesaris curam) ad Antiochia, era stato prima inviato in Mesopotamia, dove erano acquartierate per l'inverno le truppe, ed era poi fuggito, dopo la morte del suocero Domiziano, a Costantinopoli, dove era stato catturato. Il processo per tradimento istituito da Gallo ebbe ancora un altro importante imputato, il padre omonimo di Apollinare, il quale era rector della Fenicia; nella sua provincia, a Tiro, erano state scoperte le vesti imperiali segretamente confezionate. Padre e figlio vennero condannati all'esilio; una volta raggiunta la propria villa a Craterae, vennero però assassinati, probabilmente per ordine di Gallo.

#### Morte di Teofilo

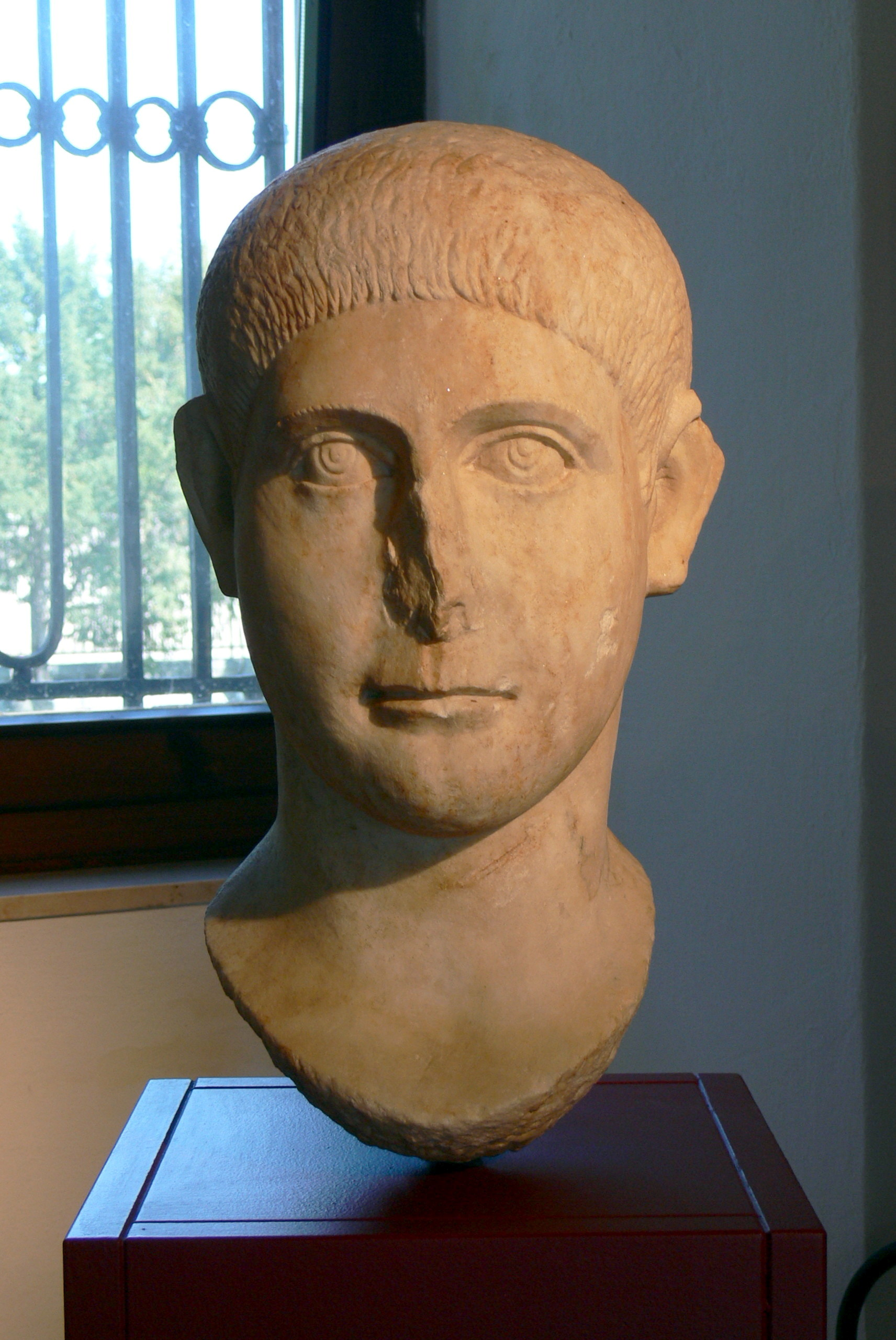
Busto di Costanzo Gallo dal Museo archeologico di Aquileia.

Le fonti sono concordi nel riportare come Gallo instaurò un regime di terrore negli ultimi anni di governo, sebbene alcune testimonianze furono probabilmente ingigantite, in quanto Gallo si trovò in opposizione con quella classe senatoriale cui fanno riferimento molte fonti. Il primo episodio della sequenza che portò alla caduta di Gallo fu la morte del consularis Syriae Teofilo.
Il problema del prezzo del grano non era stato risolto e la popolazione era convinta della responsabilità dell'aristocrazia. In occasione della sua partenza da Antiochia verso Hierapolis Bambyce nella primavera del 354, Gallo compì un gesto che lo mise in aperto contrasto con i senatori e gli aristocratici d'Oriente: forse convinto della sua effettiva colpevolezza, o forse solo allo scopo di fornire un capro espiatorio alla folla inferocita, Gallo diede pubblicamente la colpa dell'alto prezzo del grano al consularis Syriae Teofilo, durante alcune gare di carri. La folla linciò e fece a pezzi il corpo del funzionario, diede la caccia al decurione Eubolo e a suo figlio e, non avendoli catturati, ne mise a fuoco la casa.
Questo gesto segnò l'inizio di un periodo di terrore. Gallo e Costantina misero in atto una serie di persecuzioni, durante le quali misero a morte degli innocenti sulla base di accuse di cospirazione e di pratiche magiche; ordinarono anche delle confische di beni. Gallo, che passava molto tempo alle corse di carri con l'intento di ingraziarsi la popolazione, viene anche accusato di aver girato per Antiochia di notte e in incognito, con lo scopo di interrogare i passanti sulla loro opinione sul cesare. La testimonianza diretta di Libanio riferisce della cattura di alcune personalità di spicco motivata dalla rabbia di Gallo. Tra queste personalità c'era un conoscente di Libanio, Zenobio, per la cui liberazione Gallo pretese e ottenne da Libanio un panegirico da declamare il giorno successivo. Libanio declamò, pur avendo paura, ma alla fine Gallo si mostrò entusiasta e liberò Zenobio. Quando, però, un sofista rivale di Libanio lo accusò davanti al cesare di pratiche magiche, Gallo consigliò a Libanio di allontanarsi da Antiochia e, sebbene non diede seguito alle accuse, trattò con freddezza il retore.

### Caduta e morte
La caduta in disgrazia di Gallo, come la sua conseguente morte, fu dovuta in parte al suo governo e in parte alle macchinazioni di alcuni alti funzionari della corte di Costanzo.
Alcuni funzionari, che volevano abbattere Gallo per ottenerne guadagni personali – Ammiano Marcellino fa i nomi di Dinamio, Picentius, Gaio Ceionio Rufio Volusiano Lampadio, del magister equitum Arbizione e del praepositus sacri cubiculi Eusebio –, convinsero Costanzo del fatto che Ursicino volesse causare una rivolta contro Gallo allo scopo di mettere sul trono il proprio figlio: consigliarono allora all'imperatore di dividere il cesare dal suo magister equitum prima di intervenire contro Gallo.
Nella primavera del 354, mentre era acquartierato a Milano dopo una vittoriosa campagna contro gli Alemanni, Costanzo richiamò Ursicino a corte, con la scusa di dover organizzare una campagna contro i Sasanidi, e lo sostituì con un uomo di fiducia. Contemporaneamente, venuto a conoscenza dei processi ordinati da Gallo, decise di fargli terra bruciata intorno, destituendo il prefetto del pretorio d'Occidente Vulcacio Rufino, che era zio di Gallo in quanto fratellastro della madre Galla, e sostituendolo con il più affidabile Lampadio, uno dei cospiratori contro Gallo.

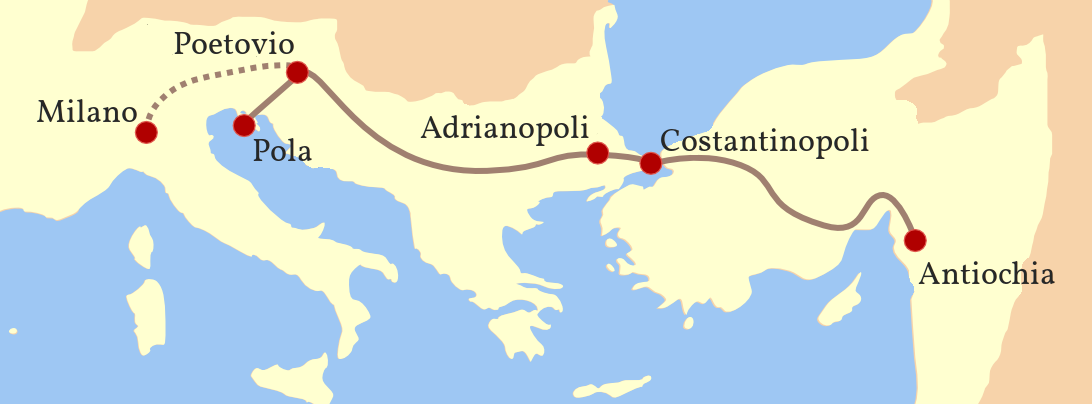
Viaggio di Gallo verso Milano, arresto a Poetovio e morte a Pola

Costanzo richiamò allora il cugino e la sorella a Milano: Gallo mandò avanti la moglie, sperando che questa potesse intercedere per lui presso il fratello, ma Costantina morì di febbre durante il viaggio, a Caeni Gallicani in Bitinia. Gallo, timoroso, volle rimanere ad Antiochia, ma fu convinto a mettersi in viaggio per Milano dal tribunus Scutariorum Scudilone, il quale gli rivelò che Costanzo aveva intenzione di elevarlo al rango di augustus in previsione di future campagne nelle province settentrionali. Il Cesare, allora, si mosse alla volta di Costantinopoli, dove entrò come in un adventus (l'entrata cerimoniale del sovrano nella provincia o nella città); qui indisse delle corse di carri e ne coronò il campione, in un atto evidentemente appartenente alle prerogative imperiali, visto che Costanzo, alla notizia, rimase scosso. Gallo godeva infatti del sostegno delle truppe: alcune legioni tebane, acquartierate in Tracia per svernare, gli suggerirono di rimanere sotto la loro protezione e di non muoversi dalla regione. Costanzo si premurò di inviare al cugino alcuni ufficiali, che avevano in realtà il compito di controllarne le mosse, e ordinò di allontanare le guarnigioni dal percorso che Gallo avrebbe seguito, in modo da rendergli impossibile l'appello ai soldati.
Gallo fu costretto a lasciare il suo esercito ad Adrianopoli e a mettersi in marcia verso Poetovio, dove alcune truppe scelte guidate da Barbazione, uno dei cospiratori contro di lui, e da Apodemio circondarono la casa in cui stava: Barbazione lo arrestò, lo privò delle insegne imperiali vestendolo da semplice soldato e, garantendogli l'incolumità, lo inviò sotto scorta a Pola. Le accuse contro Gallo — portate avanti dal gran ciambellano Eusebio, dal notarius Pentadio e dal tribuno delle guardie Mallobaude — riguardavano i processi per tradimento instaurati ad Antiochia e la morte di Domiziano e Monzio Magno. Gallo pensò di dare la colpa per le condanne a morte alla defunta moglie, Costantina, ma Costanzo si adirò enormemente per l'accusa e ordinò l'esecuzione del cugino, inviando Sereniano a comunicargli, assieme a Pentadio e Apodemio, la condanna a morte.
Le fonti (Ammiano Marcellino, Libanio e Filostorgio) sono concordi nel dire che la condanna a morte di Gallo fu opera dell'eunuco Eusebio; inoltre, quando Costanzo cambiò idea e ordinò di risparmiare il cugino, il praepositus cubiculi impedì al messo imperiale di raggiungere in tempo gli esecutori della sentenza: questi legarono le mani a Gallo e gli tagliarono la testa (fine 354).
Gallo morì all'età di ventinove anni; aveva regnato come Caesar d'Oriente per quattro.

### Tribunale di Calcedonia
Nel 361 Costanzo II morì e Giuliano, il fratellastro di Gallo che era stato nominato cesare d'Occidente nel 355, gli succedette. In uno dei suoi primi atti, una volta giunto a Costantinopoli, Giuliano ordinò l'istituzione di un tribunale a Calcedonia, con il compito di giudicare i funzionari di Costanzo II e in particolar modo il loro coinvolgimento nella morte di Gallo.
Il tribunale, presieduto dal prefetto del pretorio Salustio e da Arbizione, processò molti di coloro che erano stati coinvolti nell'arresto, processo ed esecuzione di Gallo. Eusebio fu ritenuto responsabile della morte di Gallo, e messo a morte; Pentadio, coinvolto nel processo e nell'esecuzione, venne assolto; Apodemio, coinvolto nell'arresto e nell'esecuzione, venne condannato a morte; Lucilliano, che aveva accompagnato Gallo da Costantinopoli a Poetovio con il compito di controllare che non tentasse la ribellione, venne deposto dalla carica di comes per Illyricum e costretto a vita privata.

## Giudizi su Gallo
Il giudizio quasi unanime degli storici moderni su Gallo, che si tratti di un tiranno sanguinario, deriva principalmente da quello espresso da Ammiano Marcellino, storico contemporaneo ai fatti che espresse su Gallo un giudizio netto e senza appello. Il successo della posizione di Ammiano, però, maschera il fatto che tra gli storici e i pensatori antichi vi fossero diversi che furono maggiormente simpatetici con il Cesare d'Oriente.
Giuliano ebbe un carattere e delle idee nettamente diverse da quelle del fratello, soprattutto in campo religioso essendo pagano, ma lo difese strenuamente dopo la morte, con una intensità che non può essere giustificata solo come il tentativo di mettere in cattiva luce Costanzo II allo scopo di giustificare la propria ribellione. Zosimo, storico pagano che riteneva l'abbandono della Religione romana in favore del Cristianesimo la causa della decadenza dell'Impero romano, non riferisce di prevaricazioni da parte di Gallo ad Antiochia e afferma che il cesare d'Oriente fosse stato vittima di una congiura. Filostorgio, esponente dell'eresia eunomiana, esprime un giudizio ampiamente positivo. Gallo fu pure amico personale del teologo ariano Ezio, come pure di Teofilo indiano ed Eudossio, vescovo di Antiochia e di Costantinopoli.
Se poi gli esponenti dell'ortodossia sono unanimemente in opposizione a Gallo, forse a causa del suo essere ariano o forse per esaltare il giudizio negativo nei confronti del fratello «apostata» Giuliano, nondimeno alcuni di loro gli riconoscono delle qualità. Girolamo gli riconosce una eccellente indole, mentre Giovanni Crisostomo, Sozomeno, Gregorio Nazianzeno e Teodoreto ne esaltano la fervente fede.